# Jurij Stasyszyn
Jurij Ołeksijowycz Stasyszyn, ukr. Юрій Олексійович Стасишин, ros. Юрий Алексеевич Стасишин, Jurij Aleksiejewicz Stasiszin (ur. 13 lipca 1960, Ukraińska SRR) – ukraiński trener piłkarski.

## Kariera trenerska
W latach 1991–1993 pomagał trenować klub Nywa Tarnopol, a potem prowadził Krystał Czortków. W 1994 pracował w sztabie szkoleniowym klubu Bukowyna Czerniowce, a od września do końca 1994 roku prowadził zespół z Czerniowiec.